# Định kiến về người Pháp

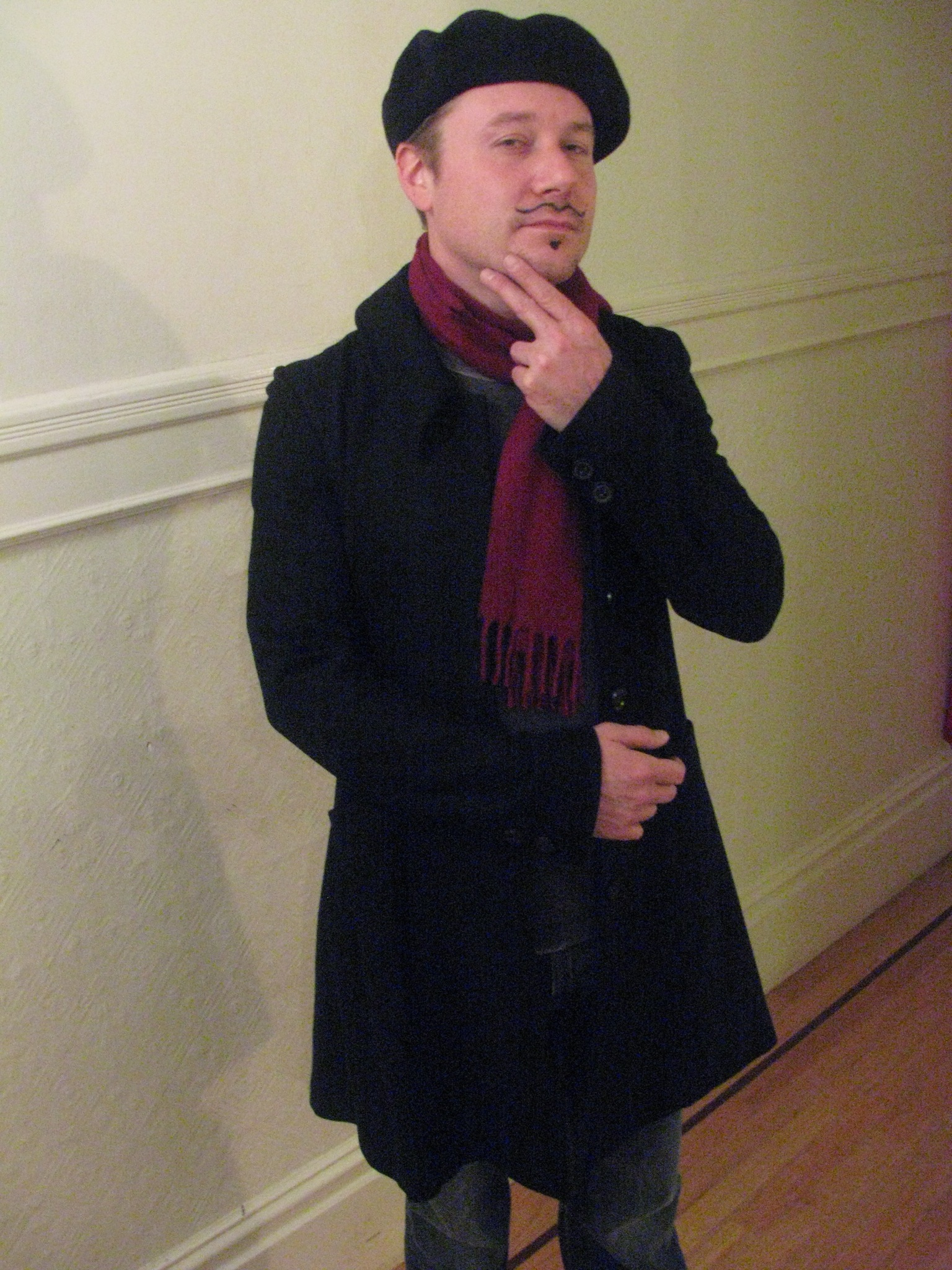
Diễn cảnh một gã người Pháp kiểu định kiến

Định kiến về người Pháp (Stereotypes of French people) bao gồm các đặc điểm thực tế hoặc tưởng tượng về người Pháp được sử dụng bởi những người coi người Pháp là một nhóm duy nhất và đồng nhất. Những hình mẫu mang tính định kiến và thành kiến về người Pháp là niềm tin phổ biến giữa những người thể hiện tình cảm chống Pháp một tập hợp các quan niệm và hình ảnh phổ biến, thường được đơn giản hóa, về tính cách, văn hóa và lối sống của họ. Các định kiến này có thể bắt nguồn từ lịch sử, văn hóa đại chúng hoặc từ sự tương tác giữa các nền văn hóa khác nhau. Có những định kiến về người Pháp giữa họ tùy thuộc vào khu vực. Nhắc đến người Pháp, nhiều du khách có chia sẻ những ấn tượng không mấy tốt đẹp và cho rằng đây là tuýp người bảo thủ, thậm chí là cả thô lỗ cũng như cả một danh sách dài những định kiến cả thế giới thường dùng để mô tả về người Pháp nhưng thực tế lại không chính xác và đầy dẫy thiên kiến.
Những định kiến về người Pháp của nước Anh, đặc biệt là đến từ người Anh đã tồn tại trong nhiều thế kỷ với những lý do lịch sử lâu đời phức tạp, phản ánh sự kình dịch và ganh đua giữ hai quốc gia, dân tộc này. Điều này một phần là do nhiều Chiến tranh Anh-Pháp (1193–1815). Anh và Pháp có mối quan hệ  lịch sử xung đột lâu dài, bắt đầu từ trước trận Hastings, khi William kẻ Chinh phục tuyên bố ngai vàng Anh. Trước khi trở thành Vua Anh, William đã nhiều lần xung đột với Lãnh chúa Henry I của Pháp và chinh phục một số thái ấp lân cận. Mối quan hệ giữa hai nước tiếp tục đầy rẫy xung đột, ngay cả trong Cuộc thập tự chinh lần thứ ba. Thời kỳ xung đột thời trung cổ lên đến đỉnh điểm trong Chiến tranh Trăm năm, khi Nhà Plantagenet chiến đấu không thành công để giành quyền kiểm soát ngai vàng Pháp và mất hầu hết các vùng đất Pháp, dẫn đến việc các vị vua Anh tương lai có nền văn hóa Anh nhiều hơn từ Henry III trở đi. Trước đây, họ chủ yếu nói tiếng Pháp và sống trong các lâu đài của Pháp trong phần lớn thời gian. Richard the Lionheart, người nổi tiếng vì mối thù với Vua Pháp Philip, đã dành phần lớn cuộc đời mình ở Pháp và chỉ sáu tháng trong thời gian trị vì của mình với tư cách là Vua ở Anh. Sau khi các vua Pháp lên ngôi ở Anh họ đã tỏ ra đoạn tuyệt với nhiều di sản của nước Pháp, đặc biệt là ngôn ngữ và văn hóa từ đó đã đào sâu ngăn cách giữa hai quốc gia, dân tộc này.

## Các định kiến
Một số định kiến thường thấy về người Pháp bao gồm:
- Lãng mạn và đa tình: Người Pháp được coi là rất lãng mạn và nồng nàn, tiếng Pháp du dương thường được mệnh danh là "ngôn ngữ của tình yêu" từ đó, hình ảnh người Pháp, đặc biệt là người Paris sang trọng, lịch lãm thường được hình dung là những người lãng mạn, say mê, giỏi tán tỉnh, ve vãn, biết chiều lòng phụ nữ và có đời sống tình cảm phóng khoáng[7] nhưng mặt trái của nó là định kiến về sự phóng túng, lẳng lơ, rỗng tuếch với thành kiến phụ nữ pháp dễ dãi và quyết rũ trong khi đàn ông Pháp thì đào hoa, nổi tiếng "ga-lăng", hoa mỹ, chưng diện.
- Hèn nhát và nhát gan trong chiến đấu: Mặc dù là một trong những cường quốc hàng đầu thế giới từ giữa thế kỷ XVII đến đầu thế kỷ XIX, Quân đội Pháp đôi khi bị mang tiếng là hèn nhát do thất bại chóng vánh của họ trong trận chiến nước Pháp[8][9] họ được kể như là những người thường xuyên bỏ vị trí và trốn khỏi chiến trường hoặc chỉ giỏi tìm chổ trú ẩn, bỏ mặc đồng đội ở lại chiến đấu.
- Kiêu căng, hợm hĩnh và thô lỗ: Một định kiến tiêu cực phổ biến cho rằng người Pháp, đặc biệt là ở các thành phố lớn, thường khá kiêu ngạo, thiếu thân thiện và thậm chí thô lỗ với người nước ngoài, nhất là khi du khách không cố gắng nói tiếng Pháp. Điều này thường được lý giải là do niềm tự hào dân tộc và sự bảo vệ mạnh mẽ đối với ngôn ngữ và văn hóa của họ. NNgười phục vụ, bồi bàn người Pháp bị coi là thô lỗ và thiếu tôn trọng, đặc biệt là với người nước ngoài ít hoặc không nói được tiếng Pháp[10][11].
- Thích phàn nàn và hay đình công: Người Pháp nổi tiếng với việc hay phàn nàn về mọi thứ, từ chuyện chính trị, thời tiết, đề tài môi trường, biến đổi khí hậu, đến công việc. Dân Pháp cũng có một tiền sử đình công triền miên để bảo vệ quyền lợi của người lao động, dẫn đến định kiến rằng họ có phần "lười biếng" hoặc không thích làm việc. Chế độ làm việc 35 giờ/tuần và số ngày nghỉ phép nhiều cũng góp phần củng cố quan niệm này. Quan niệm cho rằng người lao động Pháp dễ đình công và nghỉ làm nhiều đã tạo nên định kiến cho rằng người Pháp lười làm việc[12][13]. Vào các ngày cuối tuần và dịp nghỉ lễ, các bữa ăn của người Pháp có thể kéo dài từ 3 đến 4 tiếng đồng hồ, với các nghi thức dùng bữa mất thời gian[14].
- Suốt ngày đội mũ bê rê và trên tay lăm lăm chiếc bánh mì baguette: Hình ảnh một người Pháp đội mũ nồi (beret), mặc áo sọc ngang (marinière) và cầm một chiếc bánh mì baguette là một trong những hình ảnh mang tính biểu tượng nhất[15][16]. Dù phiên bản đầu tiên của chiếc mũ xuất hiện vào đầu thế kỷ XX và được cho rằng có nguồn gốc từ Pháp, ngày nay, du khách khó lòng bắt gặp hình ảnh dân bản địa ra phố với phụ kiện này[17].
- Sành điệu và có gu: Ở Pháp, đặc biệt là Paris, được coi là kinh đô thời trang và nghệ thuật của thế giới nên, người Pháp thường được cho là luôn ăn mặc thanh lịch, có gu thẩm mỹ tinh tế, và am hiểu về nghệ thuật, nghệ thuật ẩm thực và rượu vang thượng hảo hạng[18]. Nước Pháp, đặc biệt là Paris, được coi là nơi sản xuất thời trang cao cấp, quần áo và mỹ phẩm thiết kế riêng[19]. Nước Pháp đất nước của thời trang, và sự lịch lãm, người Pháp rất chú trọng đến ngoại hình, ăn mặc rất thời thượng và tinh tế, mỗi khi ra đường họ thương để tâm đến vẻ bề ngoài khi tham dự các buổi dạ hội, dạ tiệc, họ sẽ chưng diện những bộ đồ bảnh bao, sang trọng nhất. Mặt khác thói này cũng tạo ra định kiến về sự phù phiếm, xa hoa, hào nhoáng, thích thể hiện, thói này còn lan ra cả nhiều nước cựu thuộc địa của Pháp, chẵng hạn như thứ văn hóa La Sape ở châu Phi, hay thói me Tây sính ngoại ở Việt Nam được khắc họa trong các tiểu thuyết trào phúng của nhà văn Vũ Trọng Phụng.
- Nghiện rượu vang, thích ăn phô mai và thích thưởng thức các món ăn "độc dị": Người Pháp thường được coi là thích ăn pho mát, họ còn ăn cả những thứ như ốc sên (Escargot), đùi ếch (bị gọi là "bọn ếch"), và rất nhiều bánh mì, đặc biệt là bánh mì baguette và bánh sừng bò, người Pháp cũng được biết đến với sở thích về rượu vang[20]. Thực tế thì tuy thức uống không thể thiếu trong các bữa tiệc Pháp là rượu vang nhưng không có nghĩa tất cả người dân bản địa nghiện nặng món này. Năm 1980, mức tiêu thụ rượu vang của toàn bộ dân Pháp giảm từ 13 tỷ gallon xuống còn 8,5 tỷ gallon. Một khảo sát vào năm 2011 cho thấy chỉ còn người dân trên 65 tuổi mới thưởng thức rượu vang mỗi ngày, còn người dân ở độ tuổi 30-40 giảm còn nyhâm nhi một ly mỗi tuần trong khi người dưới 30 tuổi chỉ thưởng thức rượu vang khi có dịp đặc biệt[21]. Một người Pháp có thể ăn hay sử dụng pho mát làm nguyên liệu nấu nướng quanh năm. Nhiều món ăn nổi tiếng ở Pháp thường dùng pho mát để chế biến, nhưng trên thực tế, quốc gia tiêu thụ nguyên liệu này nhiều nhất thế giới lại là Hy Lạp với bình quân đầu người là 30 kg mỗi năm, trong khi đó, tỷ lệ này ở Pháp chỉ đạt gần 11 kg[22].
- Định kiến về việc người Pháp khinh thường đồ ăn nhanh do các món ăn Pháp thường có quy chuẩn riêng, cầu kỳ từ khâu chế biến tới thưởng thức. Tuy vậy, điều này không có nghĩa tất cả dân Pháp quay lưng với thức ăn nhanh mà nước Pháp còn là thị trường lớn thứ 2 thế giới của hãng McDonald’s[23]. Với vóc dáng nhỏ nhắn, hầu như ai cũng nghĩ người Pháp khó có thể mắc chứng béo phì như dân Mỹ dù thành phần ăn uống tương đồng khi thường xuyên dùng bơ, sữa, nhưng thực tế là 47% dân Pháp không kiểm soát cân nặng của mình mà nguyên nhân chủ yếu đến từ việc tiêu thụ quá nhiều thức ăn nhanh dẫn đến một phần ba phụ nữ nước này thừa nhận luôn gặp khó khăn với việc ních vừa quần áo[24].
- Hút thuốc nhiều: Hình ảnh người Pháp ngồi ở một quán cà phê vỉa hè, tay cầm điếu thuốc là một hình ảnh rất phổ biến trong phim ảnh và văn hóa đại chúng. Hút thuốc ở Pháp là một hình ảnh thường thấy khi nhắc đến Pháp, đặc biệt là thương hiệu Gauloises địa phương[25][26].
- Vệ sinh cá nhân kém: Đây là một định kiến cũ, có nguồn gốc từ nhiều thế kỷ trước và được củng cố bởi lời kể của các binh sĩ Mỹ trong Thế chiến thứ hai[27][28]. Ngoài ra, có định kiến rằng ở Pháp thì gia đình nào cũng có bidet (bồn cầu tự động) có hình dáng chiếc chậu, thường dùng để rửa bộ phận sinh dục và hậu môn sau khi đi vệ sinh. Tuy vậy, ngày nay, chỉ còn 42% hộ gia đình và 25% khách sạn khắp nước Pháp trang bị, sử dụng[29].
- Người Pháp có nhiều lông: Điều này có thể do khí hậu và do địa lý mà trong khu vực châu Âu, người Pháp và người Đức được mệnh danh là nhiều lông hơn các dân tộc khác, cả đàn ông và đàn bà đều dễ nhận thấy điều này. Từ đó dẫn đến định kiến phụ nữ không cạo lông chân, định kiến này không còn chính xác khi mô tả về phụ nữ Pháp, nhất là khi các hãng sản xuất dao cạo, tất giấy ở nước ngoài du nhập và mở rộng thị phần tại nước này. Thực tế thì du khách có thể gặp nhiều phụ nữ rậm rạp lông chân, lông tay ở Mỹ trong khi tại Pháp ngày nay, có tới 77% phái yếu khẳng định sự quyến rũ nhất là một làn da mịn màng[30].